# Das Rätsel (Lem)
Das Rätsel (orig.: Zagadka, 1981) ist eine Science-Fiction-Kurzgeschichte von Stanisław Lem, die zuerst auf Deutsch in der Anthologie Tor zu den Sternen (1981) erschienen ist. In Form eines Dialoges debattieren hier zwei religiöse Roboter über die Entstehung ihrer Art.

## Inhalt
Entrüstet beschwert sich Pater Chlorian (Plasmaätzen) bei Pater Zinkan (Verzinken) über die Spekulationen eines Marmagedoniers Lapidor. Dieser glaubt, dass Leben auch auf nicht metallischer Basis möglich sei. Die von ihm im Laboratorium erzeugten Weichler bzw. Sülzer können sich angeblich außerhalb von Montagestraßen und ohne Mitwirken von Zeugungsingenieuren fortpflanzen. Eines dieser Sülzgehirne hat kürzlich beim Schach sogar den Institutsdirektor des Kolloidal-Instituts matt gesetzt. Eine wohl uralte Religion gerät ins Straucheln: Wurde das Weltall etwa nicht an sieben Tagen programmiert?